# Bandes (équitation)
Les bandes, ou flanelles, sont des équipements du cheval qui permettent d'en protéger les membres.

## Description
Les bandes sont constituées de tissu souple d'une largeur de 12 à 14 cm. Elles protègent les canons du cheval pendant son travail et soulagent les membres fatigués au repos.

## Bandes de repos
Les bandes de repos sont des bandes de tissu larges, utilisées pour soulager les membres du cheval après un effort intensif. Elles ne sont utilisées que pour des chevaux restant à l'écurie, en raison du risque qu'elles se défassent au pré. La pose des bandes de repos fait partie du programme du Galop 5 en France.

## Bandes de polo
Les bandes de polo sont des bandes de tissu très épais et légèrement élastiques, d'environ 4 mètres de long. Elles sont utilisées pour protéger les membres du cheval. Elles se placent ajustées, sans être trop serrées et sans faux-plis.

## Pose des bandes
Pour poser les bandes, on commence sous le genou, à l'intérieur, pour descendre le long du canon en plusieurs spirales et remonter ensuite régulièrement. Lorsque la bande doit être fixée par un nœud, celui-ci est caché par le dernier tour soulevé et rabattu. 
Dans certains cas, les bandes, et notamment celles de repos, peuvent être doublées de coton. Par temps humide, le tissu peut rétrécir et comprimer le membre. Alors, des bandes trop serrées deviennent dangereuses.